# Defekt (film, 2017)
A Defekt (eredeti címén Downrange) 2017-es japán - amerikai horror-thriller, melyet Ryuhei Kitamura írt és rendezett. A főszereplők Kelly Connaire, Stephanie Pearson és Rod Hernandez.
A  Torontói Nemzetközi Filmfesztiválon mutatkozott be 2017. szeptember 10-én, majd 2018. április 26-án a Shudder jelentette meg.
A film a Kaliforniában található Lebecnél játszódik.

## Cselekménye
Todd Acosta, a barátnője, Sarah Fletcher és az új barátaik, Jodi, Keren, Jeff és Eric egy távoli vidéki úton autóznak, amikor egyszer csak a SUV gimikereke hirtelen kilyukad. A gumiabroncs cseréjekor Jeff-et hirtelen megöli egy elrejtőzött mesterlövész. A láthatatlan lövész következőnek Sarah-t találja el, aki figyelmeztette Eric-et, hogy menjen fedezékbe az egyik fakéreghez, míg Jodi, Keren és Todd a jármű mögé bújnak el.

## Szereposztás
| Szerep       | Színész           | Magyar hang    |
| ------------ | ----------------- | -------------- |
| Jodi         | Kelly Connaire    | Molnár Ilona   |
| Keren        | Stephanie Pearson | ?              |
| Todd         | Rod Hernandez     | ?              |
| Eric         | Anthony Kirlew    | ?              |
| Sara         | Alexa Yeames      | ?              |
| Jeff         | Jason Tobias      | ?              |
| Mesterlövész | Aion Boyd         | Nem beszél     |
| Apa          | Eric Matuschek    | Kapácsy Miklós |
| Anya         | Ikumi Yoshimatsu  | ?              |
| Lány         | Hana Burson       | ?              |
| Seriff       | Chris Powell      | ?              |

## Megjelenés
A filmet a TIFF-ben mutatták be a Midnight Madness rendezvény keretében, 2017. szeptember 10-én. "Ez a kedvenc helyem mind filmes, mind rajongóként" - mondta Mr. Kitamura a New York Times interjújában. "Mindig van egy feszültségekkel teli közönség, akiknek a légkörében szeretem megnézni a filmeket."